# Poden, Štefan na Zilji
Poden (nemško Bodenhof) je naselje občine Štefan na Zilji v okraju Šmohor na Koroškem v Avstriji.